# 핀란드인당
핀란드인당(핀란드어: Suomalainen Puolue 수오말라이넨 푸올루에[*])은 핀란드 대공국의 정당이었다.
1860년대 핀란드 언어투쟁의 와중에 탄생하여 핀란드어를 핀란드 사회에 보편화시키는 것을 추구했다. 이념적 지도자는 요한 빌헬름 스넬만, 위리외 사카리 위리외코스키넨, 요한 리하르트 다니엘손칼마리가 있었다. 당보인 "수오메타르" 신문이 중추 조직이었기에 당원들을 "수오메타리안"이라고 부르기도 했다.

## 주요 인물
- 요한 빌헬름 스넬만
- 위리외 사카리 위리외코스키넨
- 요한 리하르트 다니엘손칼마리
- 라우리 잉그만
- 유호 쿠스티 파시키비

## 선거 내역
| 의회선거 | 의회선거 | 의회선거 | 의회선거 | 의회선거 |
| 선거     | 득표수   | 득표율   | 의석     | 증감     |
| -------- | -------- | -------- | -------- | -------- |
| 1907년   | 243,573  | 27.34%   | 59 / 200 |          |
| 1908년   | 205,892  | 25.44%   | 55 / 200 | 4        |
| 1909년   | 199,920  | 23.62%   | 48 / 200 | 7        |
| 1910년   | 174,661  | 22,07%   | 42 / 200 | 6        |
| 1911년   | 174,177  | 21.71%   | 43 / 200 | 1        |
| 1913년   | 143,982  | 19.88%   | 38 / 200 | 5        |
| 1916년   | 139,111  | 17.49%   | 33 / 200 | 5        |
| 1917년   | ?        | ?        | 32 / 200 | 1        |